# Phicil
 (octobre 2018).
Si vous disposez d'ouvrages ou d'articles de référence ou si vous connaissez des sites web de qualité traitant du thème abordé ici, merci de compléter l'article en donnant les références utiles à sa vérifiabilité et en les liant à la section « Notes et références ».
Philippe Gillot, alias Phicil, est un auteur de bande dessinée et illustrateur jeunesse français, né le 27 janvier 1975.

## Biographie
Amateur à la fois de bande dessinée et de musique (titulaire d'une maîtrise de musicologie), Phicil participe en 2003 à un concours BD organisé par les éditions Glénat et la chaîne de télévision Arte. Finaliste, il rencontre Marc Lizano avec lequel il s'associe pour publier Ventricule. S'ensuivent plusieurs albums parus aux éditions Carabas, Futuropolis et Nekomix. Phicil est également professeur à l'école de bande dessinée et d'illustration Jean Trubert.

## Publications
(octobre 2018).

### Publications bande dessinée
- Le Grand voyage de Rameau, avec Stephanie Branca - assistante scénario et Reiko Takaku - assistante couleurs, collection Métamorphose. Éditions Soleil, septembre 2020
- Le Petit Rêve de Georges Frog, avec Drac (couleurs), collection Métamorphose. Éditions Soleil, juin 2017
- La France Sur Le Pouce, avec Olivier Courtois au scénario, couleurs Phicil, Drac, Reiko Takaku, Éditions Dargaud, mars 2017.
- Zen, méditations d'un canard égoiste, avec aux couleurs Drac, Éditions Carabas (Groupe Tournon) 2015
- Le Druk, avec Drac (couleurs), Éditions Chours (Groupe Paquet) 2014
- Boules de Cuir, avec Drac (couleurs), Éditions Carabas, 2012.
- Georges Frog, avec Drac (couleurs), Éditions Carabas

1. Premier couplet, 2006.
2. Rent party, 2007.
3. Amateur night, 2008.
4. American dream, 2010.

- London calling, avec Sylvain Runberg (scénariste), Drac (couleurs)  Éditions Futuropolis :

1. La promesse d'Erasme, 2007.
2. Coups francs, 2008.
3. Point de fuite, 2010.

- Ventricule, avec Marc Lizano (scénario), Charles Dutertre, Ulf K (codessin) ; Anne Claire Jouvray (couleurs) Éditions Carabas, 2009.
- Waterloo, avec Max F. (couleurs), Éditions Carabas, 2005.

### Albums collectifs
- Nekomix 7 avec Boulet, Éditions Nekomix, 2008.
- Paroles d'illettrisme avec Brüno (dessinateur), Ralph Meyer, Éditions Futuropolis, 2008.
- Paroles d'écoles, mémoires d'élèves, souvenirs de maîtres, scénario Jean-Pierre Guéno, avec Max Cabanes, Jean-Paul Krassinsky... Éditions Soleil Productions, 2013.

### Publications livre jeunesse
- Cro-magon, avec Muriel Zürcher (textes), Drac (couleurs), Éditions Graine2, 2012.